# Saghacetus
Saghacetus és un gènere de cetaci extint de la família dels basilosàurids que visqué durant l'Eocè. Se n'han trobat restes fòssils a Egipte.